# Río Yavón
El río Yavón (del ruso: Явонь) es un río del óblast de Nóvgorod, en Rusia, afluente por la derecha del río Pola.
En su longitud de 50 km, los principales afleuntes que recibe son el Kunianka por la izquierda y el Chernoruchenka por la derecha. La ciudad más importante por la que pasa es Demiansk, centro del raión homónimo del óblast de Nóvgorod.
El río nace en el lago Bolshoye Yaichko situado en la meseta de Valdái. En el primer trmao de su curso el río presenta una corriente rápida que corre por las piedras de un lecho tortuoso y que forma numerosos saltos. Las orillas están cubiertas de bosques y arbustos.El río conserva este carácter hasta recibir las aguas del Kunianka. En este tramo la caída total del río es de 148 m, bastante para la media de Rusia.
Tras recibir a este río, la velocidad de la corriente se reduce progresivamente, con rápidos insignificantes. El río se tranquiliza aún más al pasar por Demiansk. El río desemboca en el Pola un poco más abajo de la desembocadura del Ladomir y más arriba de la del río Pólomet.
Formaba parte antiguamente de una de las rutas fluviales de acceso de Nóvgorod al Volga, a través del río Pola, el lago Seliguer y el río Selizhárovka.
Es popular entre los aficionados a los deportes acuáticos por sus rápidos, sobre todo en los periodos de crecida.

## Galería

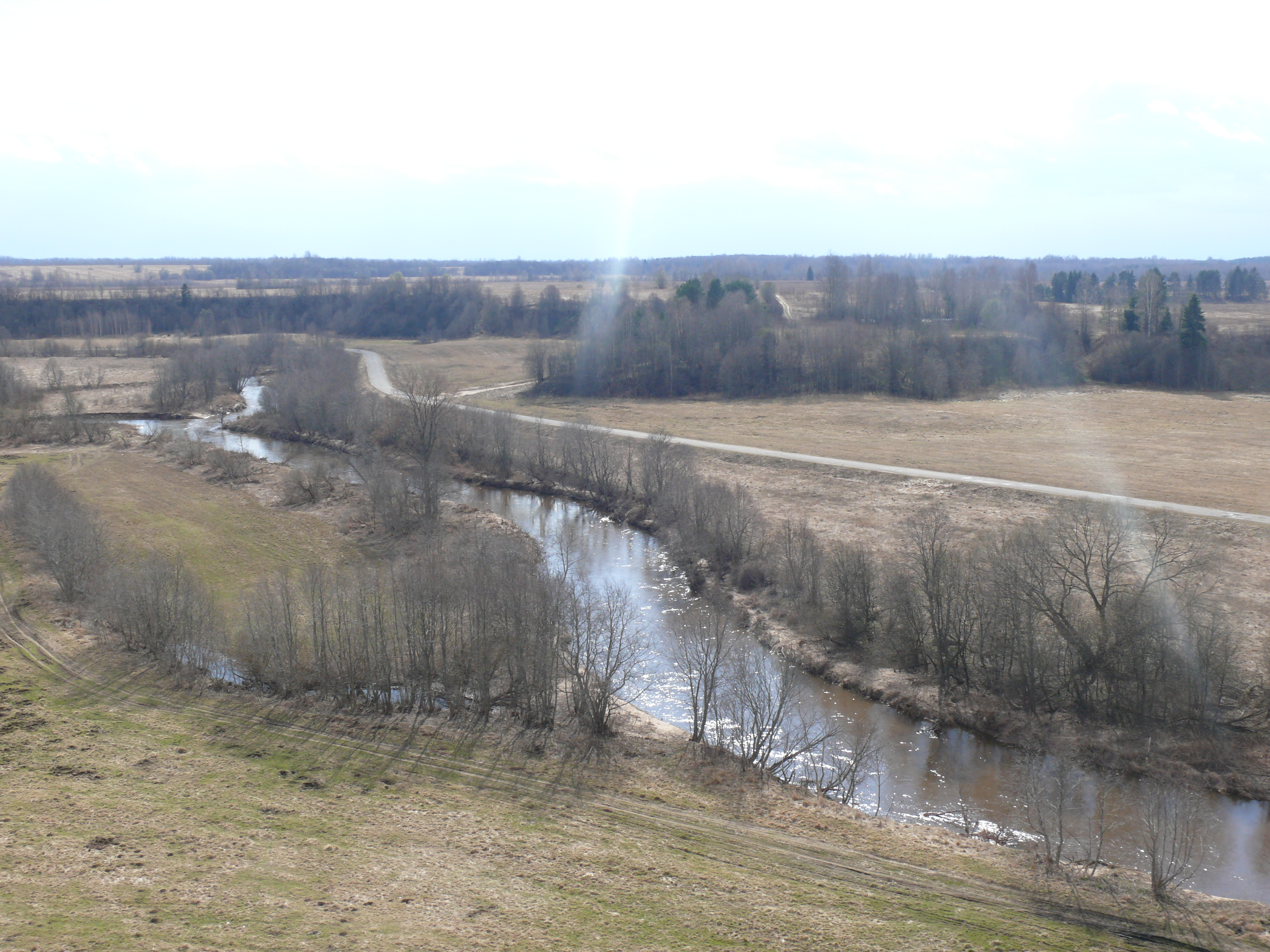
Confluencia del Kunianka y el Yavón.
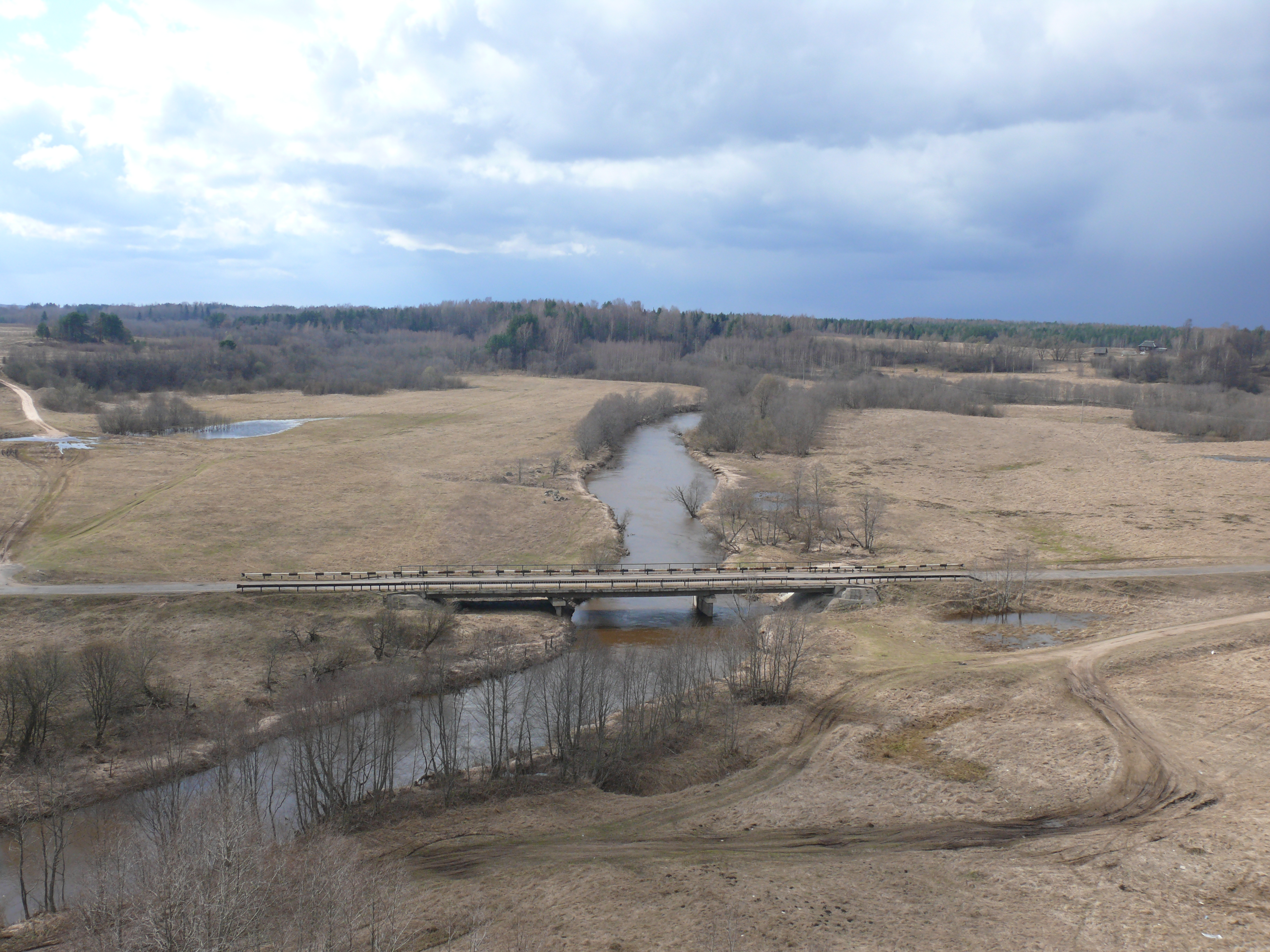
El Yavón cerca de la aldea de Peski, en el raión de Demiansk.